# Michaił Barsukow (radziecki generał)
Michaił Michajłowicz Barsukow (ros. Михаил Михайлович Барсуков, ur. 27 października?/9 listopada 1901 we wsi Sakulino w rejonie starickim w obwodzie twerskim, zm. 22 września 1963 w Moskwie) – radziecki generał pułkownik artylerii, Bohater Związku Radzieckiego (1945).

## Życiorys
Po ukończeniu w 1915 niepełnej szkoły średniej pracował jako ślusarz w Piotrogrodzie, od lutego 1920 służył w Armii Czerwonej, w 1923 skończył kijowską szkołę artylerii, później służył w Ukraińskim Okręgu Wojskowym. W 1931 ukończył leningradzkie artyleryjskie kursy doskonalenia kadry dowódczej Armii Czerwonej, po czym został dowódcą dywizjonu w 4 Kijowskiej Szkole Artylerii, w marcu 1935 dowódcą i komisarzem pułku artylerii w Kijowskim Okręgu Wojskowym, w sierpniu 1937 szefem Oddziału 1 Wydziału Artylerii, a w maju 1938 szefem Wydziału 1 Zarządu Szefa Artylerii Kijowskiego Okręgu Wojskowego. W 1938 ukończył kursy doskonalenia wyższej kadry dowódczej przy Akademii Artyleryjskiej im. Dzierżyńskiego, we wrześniu 1939 brał udział w zajmowaniu przez ZSRR zachodniej Ukrainy, czyli agresji na Polskę, a 1939–1940 w wojnie z Finlandią jako szef artylerii korpusu piechoty, w kwietniu 1940 został szefem artylerii armijnej grupy kawaleryjskiej 10 Armii Zachodniego Specjalnego Okręgu Wojskowego. 4 czerwca 1940 otrzymał stopień generała majora artylerii, od czerwca 1941 uczestniczył w wojnie z Niemcami jako szef artylerii 3 Armii Frontu Zachodniego, Centralnego i Briańskiego (do kwietnia 1943), brał udział w walkach przygranicznych na Białorusi, bitwie pod Smoleńskiem, wyrwaniu się z kotła pod Briańskiem i bitwie pod Moskwą. Od kwietnia 1943 do lutego 1944 dowodził 2 Korpusem Artylerii Przełamania na Froncie Briańskim, Nadbałtyckim i 2 Nadbałtyckim, uczestniczył w bitwie pod Kurskiem, operacji briańskiej i leningradzko-nowogrodzkiej, 7 czerwca 1943 otrzymał stopień generała porucznika artylerii, od lutego do maja 1944 był zastępcą dowódcy artylerii Frontu Zachodniego. Od maja 1944 do końca wojny dowodził artylerią 3 Frontu Białoruskiego (od 15 lipca 1944 w stopniu generała pułkownika artylerii), brał udział w operacji witebsko-orszańskiej, mińskiej, wileńskiej, kowieńskiej, nadbałtyckiej i wschodniopruskiej, m.in. w szturmie twierdzy w Królewcu 6–9 kwietnia 1945. Po wojnie został dowódcą artylerii-zastępcą dowódcy Białoruskiego Okręgu Wojskowego, w czerwcu 1946 inspektorem artylerii Głównej Inspekcji Wojsk Lądowych ZSRR, a w maju 1953 inspektorem generalnym Inspekcji Artylerii Głównej Inspekcji Ministerstwa Obrony ZSRR. Od marca 1957 do lipca 1959 był generalnym inspektorem uzbrojenia reaktywnego, a od lipca 1959 do stycznia 1961 inspektorem generalnym obrony przeciwlotniczej Wojsk Lądowych Inspekcji Wojsk Lądowych Głównej Inspekcji Ministerstwa Obrony ZSRR, następnie zakończył służbę wojskową. Został pochowany na Cmentarzu Nowodziewiczym.

## Odznaczenia
- Złota Gwiazda Bohatera Związku Radzieckiego (19 kwietnia 1945)
- Order Lenina (trzykrotnie)
- Order Czerwonego Sztandaru (trzykrotnie)
- Order Suworowa I klasy
- Order Suworowa II klasy

I medale.